# Cilaos
Cilaos là một xã thuộc tỉnh Réunion.